# Diritto di panorama
Il diritto di panorama (o diritto al panorama) è il diritto di ciascuno di godere dello spazio, della luce e - quando possibile - dello spazio verde nella prossimità della propria abitazione.
È tutelato dalle norme sulle distanze fra le costruzioni, sulle luci e sulle vedute e, più in generale, dal diritto di proprietà (art. 832 c.c.).
La Corte di cassazione (18 aprile 1996, n. 3679; 20 ottobre 1997, n. 10250) ha affermato che l'esclusione o la diminuzione del panorama di cui si avvantaggia un appartamento, a seguito alla costruzione illecita di un fabbricato vicino, costituisce un danno ingiusto e risarcibile.